# Peterhead Football Club
Il Peterhead Football Club, meglio noto come Peterhead, è una società calcistica scozzese con sede nella città di Peterhead, nell'Aberdeenshire. Milita in Scottish League Two, la quarta divisione del campionato scozzese.

## Storia
Il club è stato fondato nel 1891 e a partire dal 1931 ha lungamente disputato la Highland Football League, nella quale ha conquistato cinque titoli in 63 partecipazioni. Nel 2000 entrò a far parte della Scottish Football League 
insieme all'Elgin City, per la copertura di due posti aggiuntivi creatisi dall'allargamento della Scottish Premier League da 10 a 12 squadre.
Nella stagione 2005-06 ha esordito in terza serie (l'allora Scottish Division Two) ed è arrivato terzo, suo piazzamento più alto nei campionati nazionali, bissato poi nella stagione 2015-16. Negli anni recenti ha alternato periodi in League Two ad altri in League One, in cui è tornato dal campionato 2019-20.

## Stadio
Il Peterhead gioca le partite casalinghe al Balmoor Stadium, un impianto con una capacità di 4 000 spettatori, 1 000 dei quali a sedere. In occasione della partita contro i Rangers del 20 gennaio 2013 è stato stabilito il record assoluto di presenze, con 4 855 spettatori.

## Palmarès

### Competizioni nazionali
- Scottish Qualifying Cup: 6

1946–1947, 1975–1976, 1977–1978, 1978–1979, 1985–1986, 1997–1998
- Scottish League Two: 3

2013-2014, 2018-2019, 2024-2025

### Competizioni regionali
- Aberdeenshire Cup: 20

1905-1906, 1934-1935, 1935-1936, 1946-1947, 1948-1949, 1949-1950, 1958-1959, 1962-1963, 1964-1965, 1967-1968, 1968-1969, 1969-1970, 1970-1971, 1974-1975, 1976-1977, 1978-1979, 1984-1985, 1987-1988, 1988-1989, 1998-1999
- Highland Football League: 5

1946-1947, 1948-1949, 1949-1950, 1988-1989, 1998-1999
- Highland Football League Cup: 5

1962-1963, 1965-1966, 1967-1968, 1980-1981, 1988-1989
- Aberdeenshire Shield: 2

1998-1999, 2009-2010

### Altri piazzamenti
- Scottish Challenge Cup:

Finalista: 2015-2016
Semifinalista: 2010-2011
- Scottish League One:

Terzo posto: 2005-2006, 2015-2016
- Scottish League Two:

Secondo posto: 2004-2005, 2012-2013, 2017-2018

## Statistiche e record

### Partecipazione ai campionati
| Livello | Categoria               | Partecipazioni | Debutto   | Ultima stagione | Totale |
| ------- | ----------------------- | -------------- | --------- | --------------- | ------ |
| 3°      | Scottish Division Two   | 6              | 2005-2006 | 2010-2011       | 13     |
| 3°      | Scottish League One     | 7              | 2014-2015 | 2022-2023       | 13     |
| 4°      | Scottish Division Three | 7              | 2000-2001 | 2012-2013       | 10     |
| 4°      | Scottish League Two     | 3              | 2013-2014 | 2018-2019       | 10     |

#### Campionati Semiprofessionistici
| Livello   | Categoria                | Partecipazioni | Debutto   | Ultima stagione | Totale |
| --------- | ------------------------ | -------------- | --------- | --------------- | ------ |
| Regionale | Highland Football League | 63             | 1931-1932 | 1999-2000       | 63     |